# Andrew Toney
Andrew Toney (Birmingham (Alabama), 23 de novembro de 1957) é um ex-jogador norte-americano de basquete profissional que atuou na  National Basketball Association (NBA). Foi o número 8 do Draft de 1980.